# Chendai, Jinjiang
Chendai (kinesiska: 陈埭) är en köping i sydöstra Kina. Den ligger i Jinjiang i staden Quanzhou i provinsen Fujian, omkring 160 kilometer sydväst om provinshuvudstaden Fuzhou. Antalet invånare är 370 506. Befolkningen består av 160 746 kvinnor och 209 760 män. Barn under 15 år utgör 9,0 %, vuxna 15-64 år 89 %, och äldre över 65 år 1,0 %.